# Просьценець
Просьценець (пол. Prościeniec) — село в Польщі, у гміні Віскітки Жирардовського повіту Мазовецького воєводства.
Населення — 173 особи (2011).
У 1975-1998 роках село належало до Скерневицького воєводства.

## Демографія
Демографічна структура станом на 31 березня 2011 року:
|          | Загалом | Допрацездатний вік | Працездатний вік | Постпрацездатний вік |
| -------- | ------- | ------------------ | ---------------- | -------------------- |
| Чоловіки | 84      | 16                 | 57               | 11                   |
| Жінки    | 89      | 24                 | 48               | 17                   |
| Разом    | 173     | 40                 | 105              | 28                   |